# دیک مک‌گلین
دیک مک‌گلین (انگلیسی: Dick McGlynn؛ زادهٔ july ۱۹, ۱۹۴۸ (۷۶ سال)) ورزشکار هاکی روی یخ اهل ایالات متحده آمریکا است.
وی در مسابقات کشوری و بین‌المللی در مجموع برندهٔ ۱ مدال نقره شده‌است.